# 유고슬라비아의 붕괴

유고슬라비아의 붕괴 과정을 나타낸 지도 영상
----
범례
유고슬라비아 (1943~1992)
유고슬라비아 (1992~2003), 세르비아 몬테네그로 (2003~2006)
슬로베니아 (1991년 독립)
크로아티아 (1991년 독립)
북마케도니아 (1991년 독립)
보스니아 헤르체고비나 공화국 (1992년 독립)
헤르체그보스니아 크로아티아인 공화국 (1992~1994)
스릅스카 공화국 (1992~1994)
세르비아 크라이나 공화국 (1994~1996)
보스니아 헤르체고비나 (1998년 ~)
세르비아
몬테네그로 (2006년 독립)
코소보 (2008년 독립)

1980년대 정치와 경제적인 위기를 겪은 유고슬라비아 사회주의 연방공화국의 각 구성 공화국들은 독립을 선포하며 유고슬라비아가 붕괴되었지만, 이후에도 해결되지 않은 문제로 여러 민족갈등인 유고슬라비아 전쟁이 일어났다. 유고슬라비아 전쟁은 보스니아 전역과 크로아티아의 인접 지역, 그 외에 몇 년 후에는 코소보에도 영향을 주었다.
제2차 세계 대전에서 연합국이 승리한 후 6개 공화국으로 구성된 연방인 유고슬라비아가 수립되었으며 보스니아 헤르체고비나, 크로아티아, 마케도니아, 몬테네그로, 세르비아, 슬로베니아 각 공화국은 민족적, 역사적 경계에 따라 그어졌다. 또한 세르비아 내에는 보이보디나, 코소보 2개 자치주도 세워졌다. 각 공화국에는 집권당인 유고슬라비아 공산주의자동맹과 자체 엘리트가 있었으나 모든 긴장은 연방 수준에서 해결되었다. 유고슬라비아식 국가조직모델과 계획 경제와 경제적 자유주의 사이 "중도적 길"을 추구하는 방식은 어느 정도 성공적이었으며, 1980년대까지 요시프 브로즈 티토 집권 하에서 강력한 경제성장과 상대적인 정치적 안정기를 겪었다. 1980년 티토의 사망 이후 약화된 연방정부 체계는 점점 거세지는 경제적, 정치적 위기에 제대로 대처할 수 없었다.
1980년대 코소보 내 알바니아인은 1981년 시위를 시작으로 코소보에 자치공화국의 지위를 요구했다. 알바니아인과 세르브인 사이 민족적 긴장은 80년대 내내 고조되어 세르브계는 지방의 강력한 자치권과 유고슬라비아 연방 차원의 비효율적인 합의 체계에 대한 반대가 커졌으며, 이는 세르브인 이익의 걸림돌로 여겨졌다. 1987년 세르비아에 슬로보단 밀로셰비치가 집권하면서 일련의 포퓰리즘적 정책을 통해 코소보, 보이보디나, 몬테네그로를 사실상 장악하며 세르브인의 중앙집권 정책에 높은 지지를 얻도록 만들었다. 밀로셰비치는 동유럽에서 일어난 1989년 혁명에 발맞춰 유고슬라비아의 민주화를 주장하던 서부의 슬로베니아와 크로아티아 내 정당 지도부의 반대에 맞닿들었다. 1990년 1월에는 유고슬라비아 공산주의자동맹이 연방 경계에 따라 해체되었다. 각 공화국의 공산주의 조직은 별도의 사회주의 정당으로 분화했다.
1990년에는 처음으로 실시된 다당제 선거에서 밀로셰비치와 그 동맹이 이긴 세르비아 몬테네그로를 제외한 모든 공화국에서 사회주의 세력이 패배하고 민족분리주의 세력이 집권했다. 모든 면에서 민족주의적 수사가 더 세지기 시작했다. 1991년 6월부터 1992년 4월까지 4개 유고슬라비아 구성 공화국이 독립을 선언했다. 독일은 슬로베니아와 크로아티아의 독립을 주도하고 인정했지만 세르비아 몬테네그로 이외 지역의 세르브인과 크로아티아 이외 지역의 크로아트인 민족지위 문제는 여전히 미해결 상태였다. 일련의 민족 간 분쟁 이후 유고슬라비아 전쟁이 크로아티아에서, 그리고 가장 심각하게는 다민족이 거주하는 보스니아 헤르체고비나에서 이어졌다. 전쟁은 수십년 이 지난 후에도 유고슬라비아 지역에 경제적, 정치적 피해를 안겼다.

## 배경
유고슬라비아는 발칸반도의 상당부분을 차지한 국가로, 북으로는 중앙유럽의 트리에스테만에서부터 아드리아해를 낀 동해안을 따라 남으로는 부나호와 내륙의 프레스파호 입구까지, 동쪽으로는 다뉴브강의 철문과 발칸산맥의 미조르산까지 뻗어 있어 민족분규의 역사를 가진 동남유럽의 대부분을 포함하고 있다.
분규를 조장한 가장 큰 요소로는 유고슬라비아 왕국의 형성, 제2차 세계 대전 기간 최초의 분열과 그에 따른 인종 간, 정치적 전쟁과 학살, 대알바니아, 대크로아티아, 대세르비아 사상과 범슬라브주의에 대한 서로 상반된 견해, 새로 분리독립한 공화국을 독일이 인정하는 등의 현대적이거나 역사적 요인이 존재한다.

### 제2차 세계 대전 이전
제2차 세계 대전 이전에도 다민족으로 구성된 최초의 군주정 유고슬라비아는 다민족이라는 인구구성에 반해 세르브인이 정치적, 인구학적으로 국가를 지배하고 있다는 점으로 큰 긴장이 발생했다. 긴장이 발생한 근본적인 원인은 새롭게 수립된 국가에 대해서 서로 다른 개념을 가졌다는 것이다. 크로아트인과 슬로벤인은 오스트리아-헝가리 치하에서 별도의 왕관령으로 누렸던 것보다 더 큰 자치권을 누릴 수 있는 연방제 국가 모델을 구상했다. 오스트리아-헝가리 시절에는 크로아트인과 슬로벤인이 교육, 법률, 종교, 세금의 45%에 대해서만 자치권을 누렸다. 반면 세르브인은 이 영토를 제1차 세계 대전에서 연합국을 지원한 데에 대한 정당한 보상으로, 새 국가를 세르비아 왕국의 확장으로 바라보았다.
세르비아 군주의 전제군주제에 반대하던 스체판 라디치를 비롯한 크로아트인 정치인이 유고슬라비아 의회에서 암살당하고, 선거 기간 세르브계가 장악한 보안국이 탄압을 행사하면서 크로아트인과 세르브인 사이의 긴장은 종종 공개적인 갈등으로 점화되었다. 암살과 인권유린은 인권 연맹의 우려 대상이 되었으며 알베르트 아인슈타인을 비롯한 지식인들에게도 항의 목소리가 이어졌다. 이러한 억압적 환경에서 급진적 반군이자 훗날 파시즘 독재단체가 되는 우스타샤가 결성되었다.

### 2차 대전 시기
제2차 세계 대전 기간 추축국은 이러한 민족 간 긴장을 악용하여 현재의 크로아티아와 보스니아 헤르체고비나 영토를 관할하는 크로아티아 독립국이라는 괴뢰국을 건설했다. 추축국은 크로아티아 독립국의 지도자로 우스타샤를 내세웠다.
우스타샤는 세르브인 소수민족을 세르브 팽창주의의 제5열로 간주하고 세르브인에 대한 박해 정책을 추진했다. 이 정책에서는 세르브인의 1/3을 살해하고, 1/3은 추방하며 나머지 1/3은 카톨릭으로 개종시켜 크로아트인으로 동화시키러 했다. 반대로 세르비아 왕당파인 체트니크는 스테반 몰레비치의 "몰레비치 계획"(우리 국가와 국경 계획)과 드라자 미하일로비치의 "모든 민족의 이해와 싸움을 청산"하라는 명령에 따라 보스니아 헤르체고비나, 크로아티아, 산자크 일부 지역에서 비세르브인에 대한 자체적인 박해 작전을 추진했다.
크로아트인과 보슈냐크계 무슬림 모두 슈츠슈타펠(친위대 제13무장산악사단 한트샤르)의 군인으로 징집되었다. 동시에 전 왕족 출신인 밀란 네디치가 당시 추축국이 점령한 세르비아 점령지의 세르비아 괴뢰정부인 세르비아 구국정부의 정부수반으로 선출되었고 각 지역의 세르브인은 게슈타포나 독일의 슈츠슈타펠과 연관된 세르비아 자원군단으로 모병했다. 두 부역 세력은 발칸반도의 전 민족으로 구성된 반파시스트 유고슬라비아 파르티잔에 맞서 싸웠으나 패배해 제2차 세계 대전 전후 유고슬라비아 사회주의 연방공화국이 설립되었다.
제2차 세계 대전 기간 유고슬라비아에서 발생한 공식적인 사망자수는 1,704,000명으로 추산된다. 이후 1980년대 역사학자인 블라디미르 제랴비치와 보골류브 코초비치가 수집한 자료에 따르면 실제 사망자수는 약 100만명에 달한다고 밝혔다. 이 중 세르브인 33만명에서 39만명이 크로아티아와 보스니아 지역에서 여러 원인으로 사망했다. 또한 비슷하게 유고슬라비아 전역에서 크로아트인 192,000명~207,000명이, 보슈냐크인 86,000명~103,000명이 사망했다고 밝혔다.

### 사회주의 공화국 시절
붕괴되기 전까지 유고슬라비아는 지역 산업 강국이자 경제적 성공을 거두었다. 1960년부터 1980년까지 연간 GDP 성장률은 평균 6.1%였고 의료는 무상으로 제공되었으며 문해력은 91%, 기대수명은 72세였다. 1991년 이전 유고슬라비아군은 유럽에서 가장 잘 무장된 군대 중 하나라는 평가를 받았다.
유고슬라비아는 동서양에 걸친 특별한 국가였다. 또한 유고슬라비아의 대통령 요시프 브로즈 티토는 강대국의 대안으로 활동한 제3세계, 77 그룹의 첫 창설자이다. 또한 유고슬라비아는 서방과 소련의 완충국 역할을 하며 소련이 지중해로 발을 들여놓는 일을 막았다.
하지만 민족주의자들의 불만이 커지고 공산당이 "민족자결권"을 지지하면서 중앙 정부의 통제가 느슨해지기 시작했다. 그 결과 코소보는 1974년 유고슬라비아 헌법에 따라 세르비아의 자치 지역이 되었다. 1974년 헌법에 따르면 수도와 보이보디나(유고슬라비아 내 소수민족이 많이 거주하는 지역) 및 코소보(알바니아인이 다수 거주하는 지역) 자치지역 간 권력을 분배했다.
새롭게 유고슬라비아의 연방 구조가 수립되었음에도 더 큰 자치권을 주장하는 연방주의자(주로 크로아트인과 슬로벤인)와 세르브인으로 구성된 정치적 통일주의자 사이에는 여전히 긴장이 있었다. 이런 투쟁은 크로아티아의 봄과 같은 개인과 국가의 권리 신장을 위한 시위와 그에 따른 탄압으로 이어졌다. 1974년 헌법은 연방 모델을 확고히 하고 국민의 권리를 공식화해 이런 상황의 반복을 차단하러 시도했다.
느슨해진 통제 구조는 유고슬라비아를 사실상의 국가 연합으로 만들었고, 이는 연방 내에서도 정권의 정당성에 대한 압박을 가했다. 1970년대 후반부터 유고슬라비아의 경제적 발달 지역과 저개발 지역 간 경제적 자원 격차가 확대되면서 연방의 통합이 심각하게 저해되기 시작했다. 가장 발전된 공화국인 슬로베니아와 크로아티아는 1974년 헌법에 명시된 대로 차지권을 제한하러는 시도를 거부했다. 1987년 슬로베니아의 여론은 유고슬라비아 내에 있는 것보다 유고슬라비아로부터 독립할 때 경제적 기회가 더 많다고 생각했다. 유고슬라비아에 속해 있어 경제적 이득을 보지 못한 곳도 있었는데, 예를 들어 코소보 자치주의 경우 개발이 제대로 이루어지지 않아 1인당 GDP가 전후 직후 유고슬라비아의 평균 47%에서 1980년대에는 하위 27%로 떨어졌다. 이는 공화국마다 삶의 질이 매우 다름을 의미했다.
1973년 석유 파동과 함께 서방의 무역 장벽으로 유고슬라비아의 경제 성장이 침체되었다. 이후 유고슬라비아 정권은 국제 통화 기금(IMF)으로부터 받은 수많은 대출로 막대한 IMF 부채를 떠안게 되었다. 대출을 받는 정권으로 IMF는 유고슬라비아의 "시장 자유화"를 요구했다. 1981년 기준 유고슬라비아는 199억 달러에 달하는 외채를 짊어지고 있었다. 여기에 1980년대까지 100만명에 달하는 높은 실업률 수준의 문제가 있었다. 이 문제는 전반적인 "남부의 비생산성"으로 더욱 악화되어 유고슬라비아의 경제적 문제를 가중시켰고 슬로베니아와 크로아티아를 더욱 자극시켰다.

## 원인

### 구조적 문제
유고슬라비아 사회주의 연방공화국(SFR 유고슬라비아)는 6개 공화국을 포함해 큰 민족경계를 따라 나뉜 8개 연합체로 구성된 국가이다.
- 보스니아 헤르체고비나 사회주의 공화국
- 크로아티아 사회주의 공화국
- 마케도니아 사회주의 공화국
- 몬테네그로 사회주의 공화국
- 세르비아 사회주의 공화국
- 슬로베니아 사회주의 공화국

세르비아 사회주의 공화국(SR 세르비아) 내엔 2개 자치주가 있었다.
- 보이보디나 사회주의 자치주
- 코소보 사회주의 자치주

1974년 헌법에 따라 유고슬라비아의 대통령은 6개 공화국과 세르비아 사회주의 공화국의 2개 자치주인 보이보디나(SAP 보이보디나)와 코소보(SAP 코소보)의 각 대표로 구성된 8명의 공동 원수에 해당하는 유고슬라비아의 대통령직으로 바뀌었다.
1945년 유고슬라비아 사회주의 연방공화국이 결성된 이후 세르비아 사회주의 공화국 내에는 SAP 코소보와 SAP 보이보디나라는 2개 자치주가 안에 포함되었다. 1974년 헌법에 따라 세르비아 중앙 정부의 지방에 대한 영향력이 크게 축소되어 오랫동안 추구해 온 자치권이 부여되었다. 세르비아 중앙 정부는 지방에 적용되는 결정을 내리고 실행하는 데 제한이 걸렸다. 이 자치주는 유고슬라비아 대통령직에 대한 투표권을 가졌으나 항상 세르비아 중앙 정부 편에 유리하게 투표하진 않았다. 세르비아는 이런 상황에 큰 분노를 느꼈으며 세르비아 민족주의 성향을 가진 사람들은 이를 "세르비아의 분열"이라고 봤다. 1974년 헌법은 "강한 유고슬라비아를 위한 약한 세르비아"에 대한 세르브인의 두려움을 악화시켰고 세르비아 국민정서의 핵심을 건들었다. 대다수의 세르브인은 코소보를 일종의 "국가적 성지"로 바라봤고 현재까지도 그렇게 생각하고 있으며 코소보를 알바니아계가 다수인 코소보인에게 빼앗기리라 생각하지 못했다.
티토의 1974년 헌법은 그의 유산을 지키기 위해 공화국과 자치주의 지도자 8명이 돌아가면서 1년 임기의 대통령직을 맡는 제도를 마련했다. 티토의 사망은 이런 짧은 임기가 매우 비효율적이라는 것을 보여줬다. 결국 1980년대 대부분 대통령직이 공석이라는 권력 공백 사태가 발생했다. 밀턴 프리드먼과 아내 로즈 프리드먼의 저서 《선택할 자유》에서 "노쇠한 티토가 사망하면 유고슬라비아는 정치적으로 불안정해질 것이며, 이는 더욱 강한 권위주의로 회귀라는 반작용을 일으키거나 기존의 집단지도체제의 붕괴로 이어질 가능성이 훨씬 크다"고 말했다.

### 티토의 사망과 약화되는 공산주의
1980년 5월 4일, 유고슬라비아 전역의 국영 방송을 통해 티토의 사망이 발표되었다. 티토의 죽음으로 국제적인 관측통들이 유고슬라비아를 하나로 통일하게 만들었던 세력인 공산당이 사라졌고 이후 유고슬라비아에서 민족 분쟁이 고조되기 시작했다. 유고슬라비아의 위기는 냉전 말기 동유럽의 여러 공산주의 국가들이 약화되고 1989년 베를린 장벽이 무너지는 일과 관계가 있다. 유고슬라비아에서는 공식적인 국가정당인 유고슬라비아 공산주의자동맹이 이념적 기반을 상실했다.
1986년 세르비아 과학 예술 아카데미(SANU)는 세르비아 중앙정부의 약화에 항의하는 논란이 많은 세르비아 과학 예술 아카데미 각서(SANU 각서) 초안을 작성하면서 민족주의 정서 강화에 큰 기여를 했다.
세르비아 안에 있던 코소보 사회주의 자치주에서는 세르브계와 알바니아계 사이 갈등이 기하급수적으로 강해졌다. 이는 코소보와 세르비아 전체의 경제 문제와 맞물려 1974년 유고슬라비아 헌법에 대한 세르브인의 증오심을 점점 키웠다. 알바니아계 코소보인은 1980년대 초부터, 특히 1981년 코소보 시위를 계기로 코소보를 유고슬라비아 구성 공화국 지위로 승격시킬 것을 요구했다. 세르비아 국민들은 세르브인이 코소보 지역과 맺어온 역사적 깊은 관계 때문에 코소보의 분리독립을 세르브인에 대한 자존심의 치명적인 타격이라고 생각했다. 코소보의 분리독립은 세르브계 코소보인에게 치명적인 타격을 가져올 것이 예상되었다. 이는 결국 코소보 내에서 알바니아인 다수의 탄압으로 이어졌다.
한편 경제적으로 더욱 번영하고 싶었던 슬로베니아 사회주의 공화국과 크로아티아 사회주의 공화국은 분권과 민주주의화 방향으로 나아가길 원했다.
하지만 역사학자 바질 데이비슨은 "[분쟁의 원인을] '민족성'으로만 설명하는 것은 유사과학적 넌센스"라고 주장했다. 심지어 언어적, 종교적 차이에 대해서도 "유사 전문가가 일상적으로 말하는 정도보다 덜 중요하다"고 말했다. 데이비슨은 붕괴 원인을 "경제적 상황과 내외적 강한 압력에서 찾았다"는 수잔 L. 우드의 설명에 동의했다. 마찬가지로 세빈 루터도 "인종-민족적 과거에 대한 적대적 표현이 실제로 분쟁 기간 많이 (잘못) 사용되었지만, 이런 강력한 실천적 범주를 역사적 분석의 범주로 바꾸지 않도록 주의해야 한다"고 말했다.

### 경제 붕괴와 국제적 기류

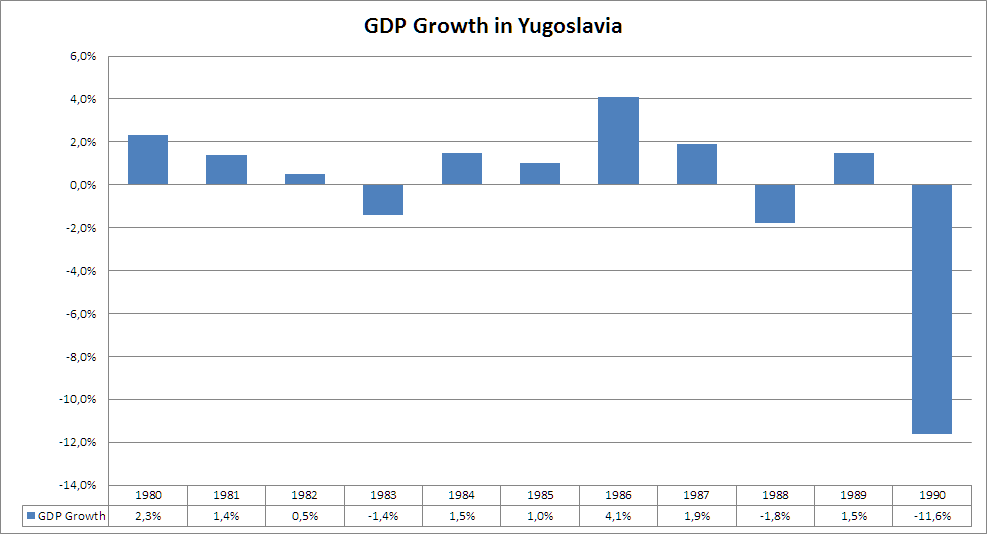
1980년에서 1990년까지 유고슬라비아의 실질 GDP 성장률 그래프

대통령이 된 티토의 경제정책은 빠른 경제성장 추진이었고 실제로 1970년대에는 높은 성장률을 기록했다. 하지만 과도한 경제 팽창은 인플레이션을 일으켰고 유고슬라비아는 경기후퇴에 빠졌다.
유고슬라비아가 빠진 가장 큰 문제는 1970년대 발생한 막대한 양의 외채로 1980년대에는 상환하기 어려운 지경에 빠졌다. 처음에는 미화 60억 달러로 추정되었던 유고슬라비아의 외채가 나중에는 210억 달러 규모로 밝혀지면서 경제 사정에 비해 외채 액수가 매우 컸다. 로널드 레이건 행정부는 기밀 문서인 국가안보결정지침 제133호를 발표하면서 유고슬라비아의 지나친 외채 부담으로 국가가 소련의 동구권으로 전향할 수 있다는 우려를 표했다. 1980년대는 국제 통화 기금(IMF)이 유고슬라비아에 엄격한 조건을 내세우며 경제 긴축에 들어간 시기로 무분별한 해외 차입으로 경제를 잘못 관리한 공산당 엘리트를 향한 국민의 분노가 커졌다. 긴축 정책은 1987년 아그로코메르츠 사건을 계기로 엘리트층의 부정부패가 대거 드러나게 만들기도 했는데 보스니아의 아그로코메르츠가 유고슬라비아 전역에 퍼져 있던 거대한 부패의 중심지로 아그로코메르츠의 관료들은 거의 10억 달러에 달하는 약속어음을 담보 없이 발행했고 결국 아그로코메르츠가 붕괴되자 국가가 이 부채 거의 전부를 책임져야 했다. 유고슬라비아에 만연한 부패는 아그로코메르츠가 극적인 예시였을 뿐으로 엘리트들은 긴축 시기에도 국부에서 빼돌린 돈으로 일반인이 생각하는 수단을 뛰어넘는 방법으로 호화로운 생활을 하고 있는 사실이 드러나면서 공산주의 체제에 대한 불신을 점점 키웠다. 1980년대 중반까지 막대한 부채와 부패로 인한 문제로 일반인이 엘리트의 능력과 정직성에 대한 믿음을 잃기 시작하면서 공산주의 체제에 대한 정당성도 점점 잃어갔다.
1987~1988년 사이 노동자들이 인플레이션을 벌충하기 위한 임금 인상을 요구했는데 한편 IMF가 여러 보조금 제도의 폐지를 요구하면서 대규모 파업이 발생했으며 전체 국가체계가 부패했다는 비판도 동시에 받았다. 마지막으로 긴축 정책은 슬로베니아와 크로아티아처럼 잘 사는 "가진" 공화국과 세르비아와 같은 가난한 "없는" 공화국 사이 긴장을 대두시켰다. 크로아티아와 슬로베니아는 가난한 공화국을 지원하기 위해 연방 예산에 너무 많은 돈이 빠져나가고 있다고 느꼈고 반대로 세르비아는 긴축 시기에 크로아티아와 슬로베니아가 좀 더 연방에 많은 돈을 지원해 도움받길 원했다. 세르비아에서는 크로아티아와 슬로베니아가 연방 예산에 더 많은 돈을 내도록 강요하기 위해 더 강한 중앙집중화를 원하는 목소리가 점점 커졌고, 반대로 "가진" 공화국은 중앙집중화를 거부하고 분권화를 원하는 흐름으로 나아갔다.
1985년 미하일 고르바초프가 소련 공산당 서기장이 되면서 서방과 소련 간의 긴장이 완화되어 서방 국가는 더 이상 동구권 외의 공산주의 국가를 이용해 소련 권역을 불안정하게 만드는 방법이 더 이상 필요하지 않아 유고슬라비아의 외채 조정 협상에도 더 이상 관대한 입장을 보이지 않았다. 따라서 공산당이 계속 생존하기 위해 의지해왔던 대외적 현상유지 상태가 사라지기 시작했다. 게다가 중동유럽 전역에 걸친 공산주의 정권의 붕괴는 유고슬라비아의 내적 모순, 경제적 비효율(만성적인 생산성 부족, 완전 고용을 유지하기 위한 국가지도부의 결정에 따른 생산력 악화 등), 민족과 종교 갈등을 다시 수면 위로 끌어올렸다. 이전까지 유고슬라비아는 비동맹 운동의 주도 세력이라는 지위를 이용해 양 진영에서 차관을 지원받을 수 있었다. 특히 미국 및 서방과의 접촉으로 유고슬라비아는 다른 중동유럽 국가보다 더 빨리 시장을 개방할 수 있었다.
10년간의 긴축 생활로 인해 세르비아의 '지배층'과 정부 입법혜택을 받는 것으로 보이는 소수민족 모두에 대한 불만과 분노가 커졌다. 1979년에서 1985년 사이 유고슬라비아의 실질 소득은 25% 감소했다. 1988년까지 유고슬라비아로 향하는 이민자의 송금액은 총 45억 달러 이상이었으며 1989년에는 62억 달러로 전 세계 해외 송금액의 19% 이상을 차지했다.
1990년 미국의 정책기조는 구 코메콘 국가들에 대한 충격요법 긴축정책을 고집했다. 이런 정책기조는 IMF 및 다른 조직에서 "새로운 자본 투입을 위한 조건"으로 계속 이어졌다.

## 세르비아 내 민족주의 감정 증가 (1987~1989년)

### 슬로보단 밀로셰비치의 등장

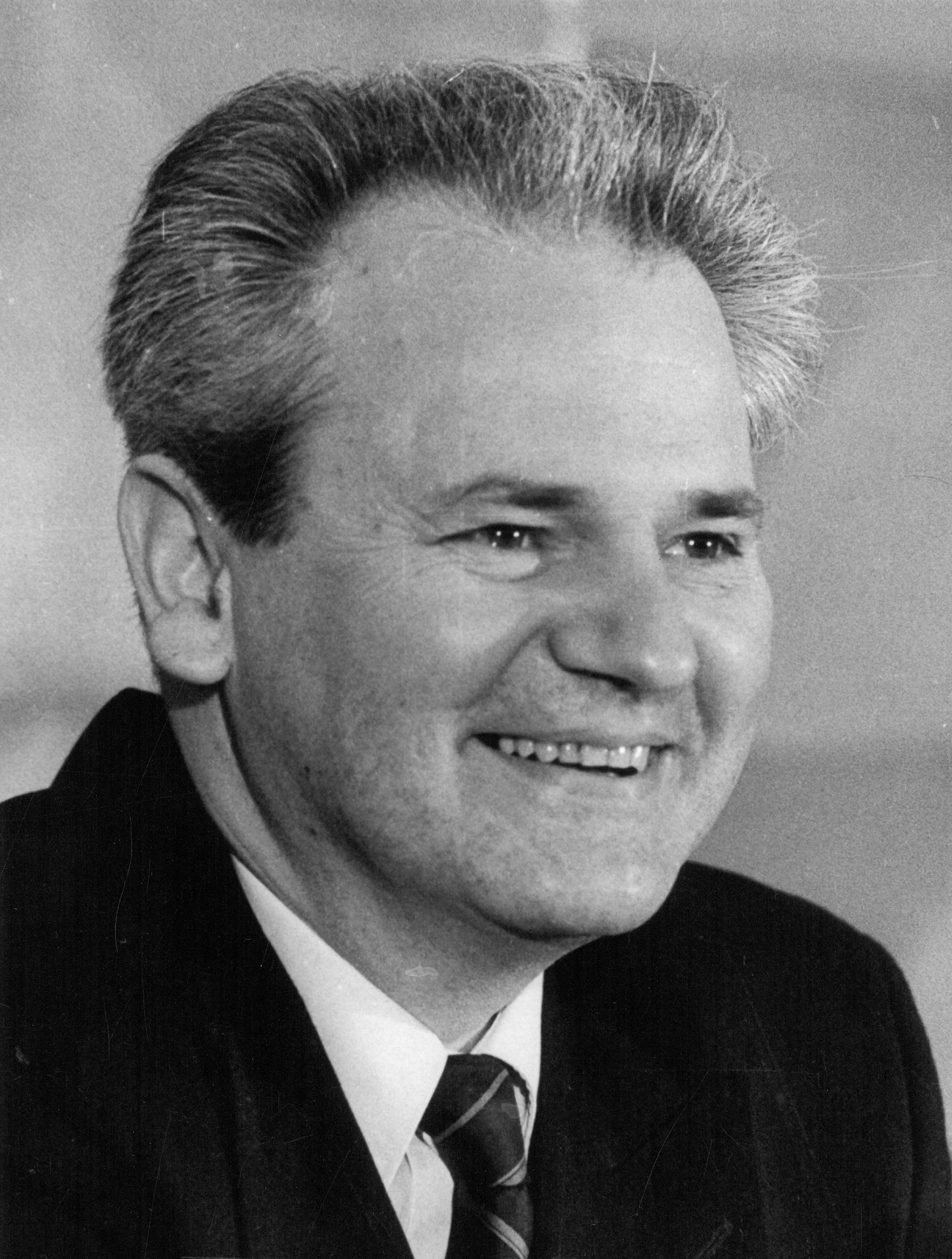
슬로보단 밀로셰비치 세르비아 대통령은 코소보의 알바니아인 정부에 대한 반대와 더불어 각 공화국이 연방에서 분리독립 하면서 위협받고 있는 세르브인을 지위를 유지하기 위한 열망으로 민족 긴장을 더욱 고조시켰다.

1987년 세르비아의 관료 슬로보단 밀로셰비치는 코소보 자치주에서 알바니아인 통치에 반대하는 세르브인의 민족주의적 시위를 진정시키기 위해 파견되었다. 밀로셰비치는 이전까지 SANU 각서를 "가장 어두운 민족주의에 불과하다"고 말하는 등 모든 형태의 민족주의를 배신이라고 비난했던 강경한 공산주의자였다. 하지만 코소보의 자치는 세르비아 전역에서 늘 인기없던 정책이었으며 밀로셰비치는 이 상황을 이용해 코소보 문제에 대해서 전통적인 공산주의적 중립성에서 벗어났다.
밀로셰비치는 세르브인에게 알바니아 민족의 학대가 이제 중단될 것이라고 약속했다. 그 후 세르비아 사회주의 공화국의 집권중인 공산주의 엘리트에 대항하여 코소보와 보디보디나의 자치권 축소를 요구하는 운동을 시작했다. 이런 행동은 세르브인 사이에서 인기를 얻었고 세르비아의 권력을 장악하는 데 도움이 되었다. 밀로셰비치와 그 지지자들은 유고슬라비아 내 세르비아 공화국의 부흥이라는 공격적인 민족주의적 의제를 내세우며 모든 세르브인의 보호와 전면적 개혁을 약속했다.
유고슬라비아 사회주의 연방공화국의 집권당은 6개 공화국과 2개 자치주의 8개 공산주의 동맹으로 구성된 복합정당인 유고슬라비아 공산주의자동맹(SKJ)이다. 이 중 세르비아 공산주의자 동맹이 세르비아를 통치했다. 1986년 5월부터 세르비아 공산주의자 동맹의 의장이 된 슬로보단 밀로셰비치는 민족주의 정서라는 물결을 타고 코소보에서 얻은 새로운 인기를 바탕으로 1987년 9월 23~24일 양일간 열린 세르비아 공산주의자 동맹 중앙위원회 제8차 대회에서 밀로셰비치의 멘토였던 이반 스탐볼리치 세르비아 대통령을 밀어내고 세르비아에서 가장 강력한 정치인으로 올라섰다. 1988년 베오그라드에서 열린 시위에서 밀로셰비치는 유고슬라비아 내에서 세르비아가 직면한 상황에 대한 자신의 인식을 아래와 같이 밝혔다.
국내외에서 세르비아의 적들이 우리를 향해 몰려들고 있습니다. 우리는 그들에게 "두렵지 않다. 우리는 전투에서 움찔하지 않을 것이다"라고 말할 것입니다.— 1988년 11월 19일 슬로보단 밀로셰비치

다른 곳에서는 밀로셰비치가 다음과 같이 말했다.
세르브인은 헌법을 준수하든 아니든, 법을 준수하든 아니든, 당령을 준수하든 아니든 오직 세르비아의 이익을 위해서만 행동할 것이다.— 슬로보단 밀로셰비치

### 반관료제 혁명
반관료제 혁명이란 세르비아와 몬테네그로에서 밀로셰비치와 그 지지자들이 보이보디나 자치주, 코소보 자치주, 몬테네그로 사회주의 공화국(SR 몬테네그로)에서 경쟁자를 축출하기 위해 조율된 일련의 여러 시위이다. 몬테네그로 정부는 1988년 10월 쿠데타에서 살아남았으나 1989년 1월 다시 쿠데타가 발생해 기존 정권이 붕괴되었다.
반관료제 혁명을 통해 밀로셰비치는 세르비아 이외에도 유고슬라비아의 대통령직 위원회에 2개 자치주와 몬테네그로 대표단까지 이용해 영향력을 행사할 수 있게 되었다. 이전에는 세르비아의 영향력을 줄였던 수단이 이제 8개 회원국으로 구성된 대통령단에서 역으로 영향력을 늘리는 데 이용되어 밀로셰비치는 SR 몬테네그로(현지 선거 이후), SR 세르비아를 통한 자신의 표, SAP 보이보디나, SAP 코소보까지 최소 4표를 동원할 수 있었다. 밀로셰비치 지지자들은 "진실의 행진"이라고 부르는 일련의 집회를 통해 지방정부를 전복하고 밀로셰비치의 동맹으로 교체하는 데 성공했다.
반관료제 혁명의 여파로 1989년 2월 코소보 내 알바니아계 광부들은 위기에 처한 자치권을 보존할 것을 요구하며 파업을 조직했다. 이는 세르브인과 알바니아인 간 민족 갈등에 영향을 주었다. 1980년대 코소보 인구의 77%는 알바니아계로 알바니아인이 다수였다.
세르비아가 코소보에서 역사적 패배를 당한지 600주년이 된 1989년 6월 밀로셰비치는 중세 세르비아사를 의도적으로 상기시키는 세르비아 민족주의적 의제를 가진 가지메스탄 연설을 20만 세르비아인 앞에서 말했다. 밀로셰비치는 연방 체제의 무능함에 대한 해법으로 정부의 중앙집권화를 주장했다. 슬로베니아와 크로아티아는 멀리 독립까지 내다보고 있었다는 점을 고려할 때 이는 용납할 수 없는 조치였다.

### 파급
한편 슬로베니아 사회주의 공화국과 크로아티아 사회주의 공화국은 알바니아 광부와 그들의 인정투쟁을 지지했다. SR 슬로베니아 내 언론은 밀로셰비치의 이탈리아 파시즘 독재자인 베니토 무솔리니와 비교하는 기사를 게재했다. 밀로셰비치는 그러한 비판은 근거가 없으며 이는 "세르비아에 대한 공포를 퍼뜨리는 것"이라고 주장했다. 밀로셰비치의 국영 언론은 슬로베니아 공산주의자 동맹의 지도자 밀란 쿠찬이 코소보와 슬로베니아의 분리주의를 지지하고 있다고 주장했다. 코소보에 열렸던 파업은 곧 코소보를 7번째 공화국으로 만들 것을 요구하는 광범위한 시위로 번졌다. 이에 분노한 세르비아 지도부는 경찰력을 투입했고 이후 세르비아가 통제하는 대통령단의 명령에 따라 연방군인 유고슬라비아 인민군을 투입했다.
1989년 2월 알바니아계인 아젬 블라시가 대통령직에 사퇴하고 밀로셰비치의 측근으로 교체되었다. 알바니아 시위대는 블라시의 대통령직 복귀를 요구했고 블라시가 시위를 지지하자 밀로셰비치와 그 지지자들은 이를 "세르비아와 유고슬라비아에 대한 반혁명"으로 규정하고 유고슬라비아 연방정부에 시위 중인 알바니아인을 무력으로 진압할 것을 요구했다. 베오그라드에 있는 유고슬라비아 의회 건물 밖에서 밀로셰비치와 세르비아 지지자들이 코소보 내에서 세르브인을 보호하고 파업을 진압하기 위해 유고슬라비아 군사의 존재감을 강화할 것을 요구하는 대규모 시위를 벌인 것도 밀로셰비치의 목표에 힘을 실어주었다.
2월 27일 유고슬라비아 대통령직의 공동 대통령이자 SR 슬로베니아의 대표인 밀란 쿠찬은 세르브계의 요구에 반대하며 베오그라드를 떠나 SR 슬로베니아로 이동하여 슬로베니아 민주야당과 공동 주최한 류블라냐의 찬카리에우 돔 회의에 참석해 블라시 석방을 요구한 알바니아인 시위대의 노력을 지지했다. 1995년 BBC Two의 다큐멘터리 《유고슬라비아의 죽음》에서 쿠찬은 1989년 세르비아 내 자치주와 몬테네그로에서 밀로셰비치의 반관료제 혁명이 성공함에 따라 코소보의 쿠데타가 실패할 경우 밀로셰비치의 다음 정치적 쿠데타 표적은 작은 공화국이 될 것이라고 우려했다. 세르비아 국경 텔레비전은 쿠찬을 분리주의자, 반역자, 알바니아 분리주의 지지자라고 비난했다.
한편 베오그라드에서는 코소보에 대한 조치를 요구하는 세르브인의 시위가 이어졌다. 밀로셰비치는 공산당 대표 페타르 그라차닌에게 공산주의 연맹 평의회에서 문제를 논의하는 동안 시위를 이어나가라고 지시했는데 이는 다른 회원국이 코소보에서 알바니아인 파업을 진압하는 막대한 지지가 자기 편이라는 사실을 유도하기 위해서였다. 밀로셰비치의 강력한 동맹이었던 세르비아 국회의장 보리사브 요비치는 당시 유고슬라비아 대통령직 의장인 라이프 디즈다레비치 보스니아측 대표를 만나 연방 정부에게 세르비아의 요구에 양보하라고 요구했다. 디즈다레비치는 "당신들 [세르비아 정치인]이 시위를 조직하고 통제했다"며 요비치와 논쟁을 벌였고 요비치는 시위대의 행동에 대한 책임이 없다고 부인했다. 그러자 디즈다레비치는 시위대와 대화를 나누며 유고슬라비아의 단결에 관한 연설을 통해 직접 사태를 진정시키기로 결정했다.
우리 아버지는 유고슬라비아를 만들기 위해 죽었습니다. 우리는 국가적 갈등의 길로 가지 않을 것입니다. 우리는 형제애와 통일의 길을 택할 것입니다.— 라이프 디즈다레비치, 1989년

이 연설은 정중한 박수를 받았지만 시위는 계속되었다. 나중에 요비치는 군중에게 열정적으로 연설하면서 시위를 응원하기 위해 밀로셰비치가 간다고 말했다. 밀로셰비치는 도착하자 시위대에게 세르비아 국민들이 구체제 당 관료와의 싸움에 승리하고 있다며 환희에 차서 연설했다. 군중 속에서 "블라시를 체포하라"는 목소리가 나왔다. 밀로셰비치는 이 목소리는 제대로 못 들은 척 했지만 유고슬라비아의 통일에 반대하는 음모를 꾸미는 자는 누구든지 체포하고 처벌하겠다고 군중에게 선언했다. 다음 날 당평의회가 세르비아에 항복한 가운데 유고슬라비아군이 코소보로 쏟아져 들어왔고 블라시는 체포되었다.
1989년 3월 세르비아 공화국 정부가 코소보와 보이보디나 자치주에 대한 실효적 지배권을 행사할 수 있는 세르비아 개헌안이 채택되면서 유고슬라비아의 위기가 더욱 깊어졌다. 그 전까지는 자치주에서 여러 정치적 결정이 입법되었고 유고슬라비아 대통령직(공화국에서 6명, 자치주에서 2명)에도 투표권이 있었다.
블라시 정권을 붕괴시키는데 도움을 준 세르브계 코소보인들은 슬로베니아로 향해 밀란 쿠찬을 유고슬라비아의 반역자라고 비난하고 축출을 요구하는 "진실의 행진"을 열겠다고 위협했다. 하지만 1989년 12월 류블랴나에서 반관료제 혁명을 재현하러는 시도가 실패했다. 기차를 타고 슬로베니아로 향하던 세르비아 시위대는 크로아티아 경찰이 슬로베니아 경찰과 협력하여 자국 영토로 향하는 모든 교통수단의 운행을 중지하면서 시위 자체가 불발되었다.
한편 반관료제 혁명 이후 유고슬라비아 대통령직에서 세르비아의 보리샤브 요비치(당시 대통령직 의장), 몬테네그로의 네나드 부친, 보이보디나의 유고슬라브 코스티치, 코소보의 리자 사푼지우가 한 편으로 블록으로 움직이기 시작했다.

## 최종적인 정치적 위기 (1990년~1992년)

### 당의 위기
1990년 1월 유고슬라비아 공산주의자동맹 제14차 당대회 임시회가 소집되었다. 유고슬라비아의 집권 단일여당인 유고슬라비아 공산주의자동맹(SKJ)은 위기에 처해 있었다. 회의 대부분은 세르비아와 슬로베니아 대표단이 공산주의동맹과 유고슬라비아의 미래를 놓고 논쟁을 벌이는 데 소모되었다. 크로아티아 사회주의 공화국은 세르비아 시위대가 슬로베니아에 도착하는 것을 막았다. 밀로셰비치가 이끄는 세르비아측 대표단은 당 내 최대민족인 세르브인에게 힘을 실어주는 1인 1표제 당원 정책을 주장했다.
이에 크로아트계와 슬로벤계는 6개 공화국에 더 많은 권한을 위임하여 유고슬라비아를 개혁하러 시도했지만 당이 새로운 투표 체계를 도입하러는 모든 발의와 시도를 계속 부결시켰다. 이 결과 이비차 라찬이 이끄는 크로아티아 대표단과 슬로베니아 대표단이 1990년 1월 23일 당대회에서 퇴장하며 전유고슬라비아당은 사실상 해체되었다. 여기에 외부의 압력까지 합쳐져 모든 공화국에서 다당제가 채택되었다.

### 다당제 선거
1990년 유고슬라비아의 각 공화국에서 총선이 진행되었고 총선에서 구 공산당 세력은 대부분 재집권에 실패했으며 신정부는 대부분 민족주의 공약을 내세우며 각자의 민족주의적 이익을 보호하겠다고 약속했다. 다당제 총선에서 민족주의자 계열은 1990년 4월 8일 슬로베니아에서, 1990년 4월 22일과 5월 2일 크로아티아에서, 11월 11일, 25일, 12월 9일 마케도니아에서, 11월 18일, 25일 보스니아 헤르체고비나에서 공산당을 물리치고 집권에 성공했다.
비슷한 시기에 열린 다당제 총선에서 1990년 12월 9일과 16일 몬테네그로에서, 12월 9일과 23일 세르비아에서는 구 공산당에서 재창당한 정당이 집권에 성공했다. 같이 열린 세르비아의 대통령 선거에서는 밀로셰비치가 재집권에 성공했다. 세르비아와 몬테네그로는 점점 세르브인이 지배하는 유고슬라비아를 더 선호했다.

### 크로아티아의 민족 긴장
1991년 기준 크로아티아의 민족 분포
크로아티아에서는 "밀로셰비치로부터 크로아티아를 지키겠다"며 크로타이아의 주권을 공개적으로 옹호하는 민족주의자 프라뇨 투지만이 이끄는 크로아티아 민족주의 정당인 크로아티아 민주연합(HDZ)이 집권했다. 세르브계 크로아티아인은 투지만의 민족주의 정부를 경계했고 1990년 크로아티아 남부 크닌 지역의 세르비아 민족주의자들은 크로아티아가 분리독립을 결정할 경우 나머지 세르브인과 연합을 요구하는 분리주의 단체인 크라이나 세르브인 자치주(SAO 크라이나)를 결성했다. 세르비아 정부는 세르브인에게 투지만 정부의 통치는 제2차 세계 대전 시기 파시스트 국가인 크로아티아 독립국이 세르브인을 대량 학살했을 시기와 같다며 세르브계 크로아티아인의 반란을 지지했다. 밀로세비치는 이를 이용해 크로아티아 정부에 반대하는 세르브인을 결집시켰고 세르비아 신문도 이에 동조했다. 세르비아는 유고슬라비아 국립은행의 지원 없이 18억 달러 상당의 새 지폐를 발행했다.

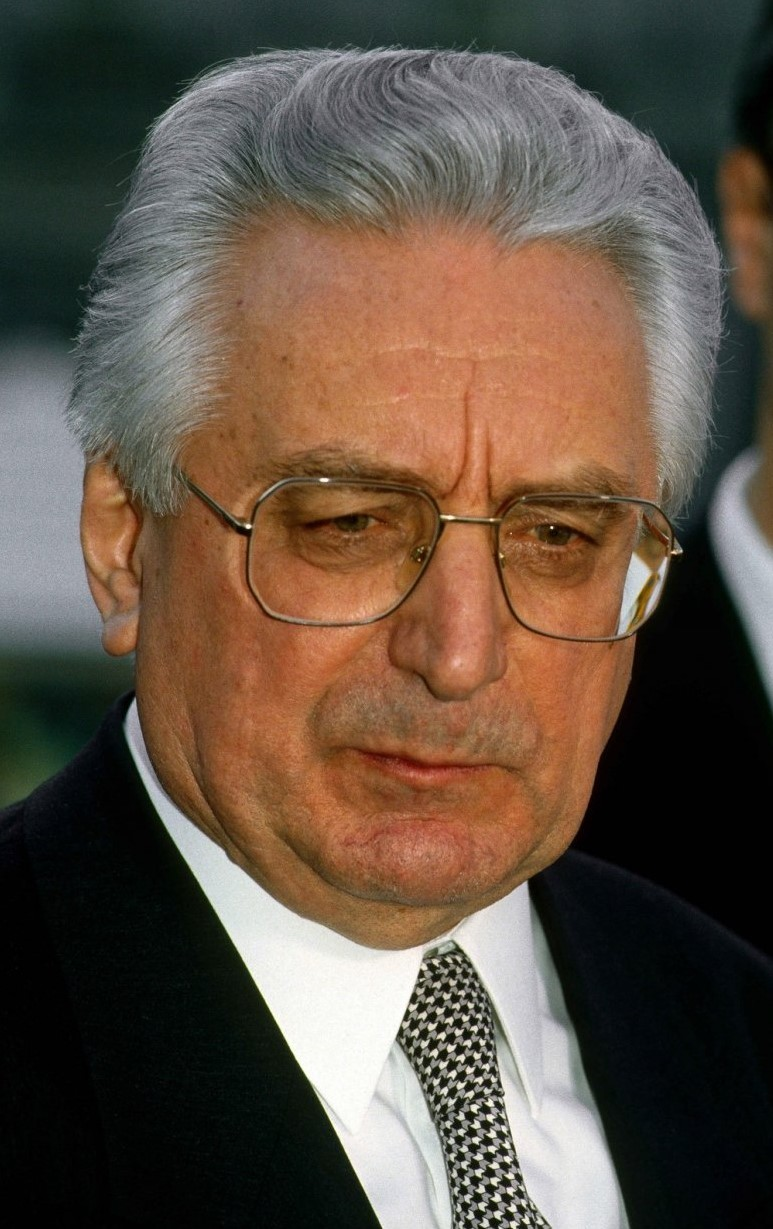
크로아티아의 초대 대통령인 프라뇨 투지만

크닌의 세르브계 크로아티아인은 지역 경찰서장 밀란 마르티치의 지도 아래 크로아티아 정부를 상대로 이길 수 있도록 무기를 확보하는 시도를 시작했다. 크닌 시장을 비롯한 세르브계 정치인은 1990년 8월 당시 유고슬라비아 대통령직 위원장이었던 보리사브 요비치를 만나 투지만과 민족주의 정부가 통치중인 크로아티아에서 세르브계 주민이 위험에 처할 것이라며 위원회가 크로아티아를 유고슬라비아로부터 분리독립하는 것을 막기 위한 조치를 취해달라고 요구했다.
이 회담에서 군 관계자 페타르 그라차닌은 세르브계 크로아티아인 정치인에게 반란을 조직하는 법을 알려주며 바리케이드를 설치하고 "다른 무기를 구할 수 없는 경우 사냥용 소총도 사용하라"며 모든 종류의 무기를 준비하라고 지시했다. 반란 초기에는 세르브인이 나무를 배어 크닌으로 향하는 도로를 봉쇄하고 크로아트인이 크닌이나 크로아티아 해안 지역인 달마티아에 들어가지 못하도록 막는 일명 "통나무 혁명"이 일어났다. BBC 다큐멘터리인 《유고슬라비아의 죽음》에 따르면 당시 크로아티아 TV는 심각한 분쟁 상태를 축소하기 위해 통나무 혁명을 술 취한 세르브인의 소행으로 축소했다. 하지만 봉쇄로 크로아티아의 관광업은 타격을 입었다. 크로아티아 정부는 세르브계 분리주의자와의 협상을 거부하고 무력으로 반란을 진압하기로 결정해 헬리콥터로 무장 특수부대를 투입하여 반란을 진압했다.
조종사는 크닌으로 "장비"를 가져오고 있다고 주장했지만 연방의 유고슬라비아 공군이 개입해 전투기를 보내어 이들을 가로채고 헬기가 기지로 돌아오지 않는다면 발포하겠다고 요구했고, 크로아티아군은 이에 응해 철수하고 자그레브의 기지로 돌아갔다. 크로아티아 정부에겐 유고슬라비아 공군의 이런 행동이 유고슬라비아 인민군은 세르비아 통제 하에 있다고 인식하게 된 사건이었다. 밀란 바비치가 지도하는 세르비아 민족평의회는 1990년 12월 21일 공식적으로 SAO 크라이나가 독립국이 되었다고 선포했다.
1990년 8월 크로아티아 의회는 통나무 혁명의 여파로 대통령직 크로아티아 측 대표를 스티페 슈바르에서 스테판 메시치로 교체했다. 메시치는 세르비아의 항의로 1990년 9월이 되어서야 대통령직에 오를 수 있었고, 마케도니아 대표 바실 투푸르코프스키, 슬로베니아 대표 야네스 드르노우셰크, 보스니아 대표 보기치 보기체비치와 함께 유고슬라비아 인민군이 계엄령을 선포할 수 있는 국가비상사태 선포에 반대했다.
처음으로 열린 다당제 선거 결과에 따라 슬로베니아, 크로아티아, 마케도니아 공화국은 1990년 가을 유고슬라비아를 6개 공화국으로 구성된 느슨한 연방으로 재편하자고 제안했지만 밀로세비치는 슬로벤인과 크로아트인처럼 세르브인도 자결권을 가지고 있다고 주장하면서 이런 모든 제안을 거부했다. 세르비아 정치인은 크로아티아의 크리스마스 헌법에서 세르브인의 지위를 명시적으로 언급된 민족(narod)에서 소수민족(narodi i manjine)으로 변경한 것에 대해 매우 놀라워했다.

### 슬로베니아와 크로아티아의 독립

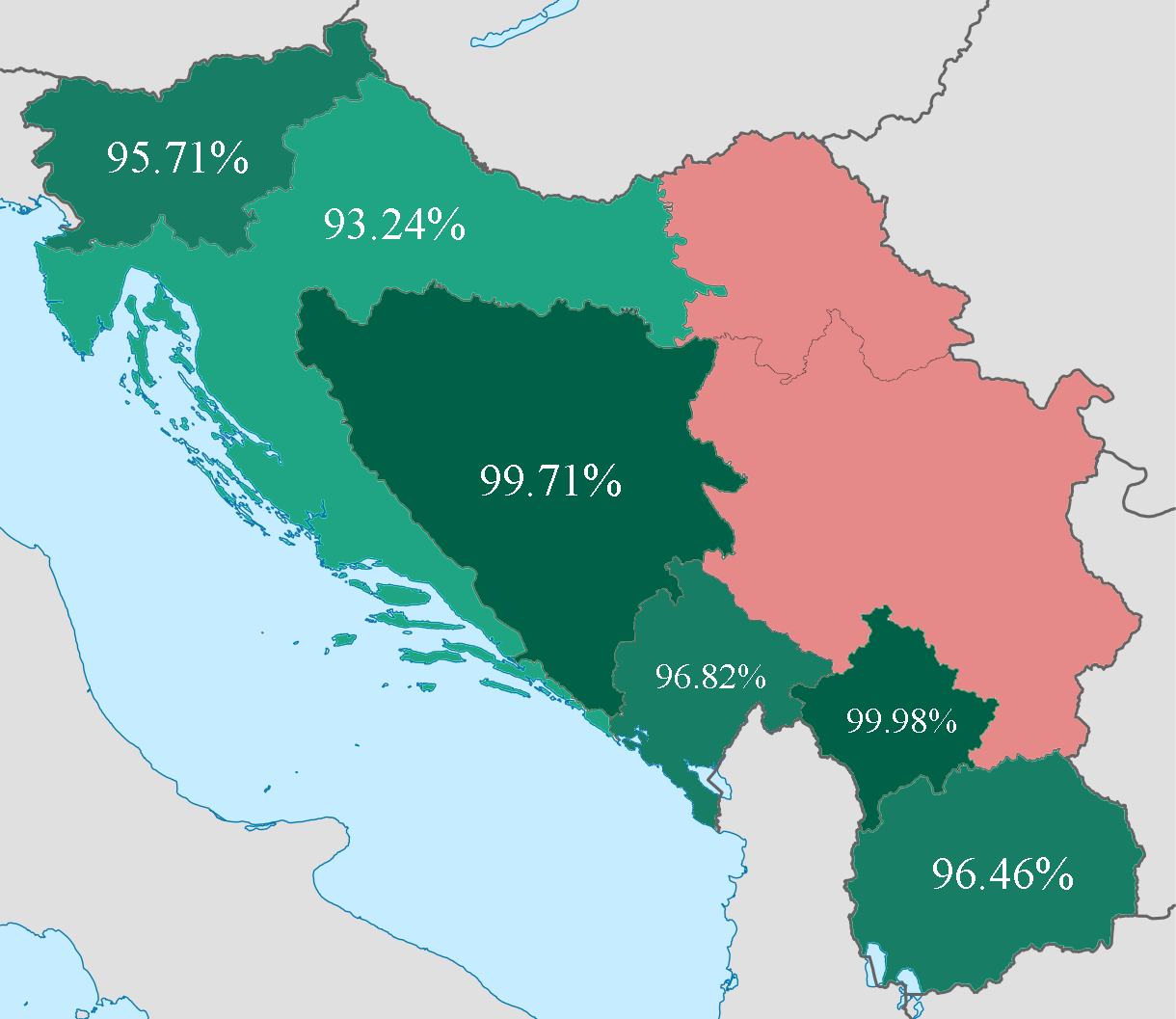
1990년~1992년 사이 유고슬라비아 독립 국민투표 결과와 각 공화국별 찬성 득표율

1990년 12월 23일 열린 1990년 슬로베니아 독립 국민투표에서 압도적으로 다수의 주민이 독립에 찬성표를 던졌다. 전체 유권자의 88.5%(투표자 중 94.8%)가 독립에 찬성했으며, 1991년 6월 25일 독립을 선포했다.
1991년 1월 유고슬라비아 방첩 기관인 KOS는 1990년경 크로아티아 국방부 장관 마르틴 슈페겔과 다른 두 남성이 참여했다고 주장하는 비밀 회의의 영상("슈페겔 테이프")을 공개했다. 슈페겔은 회의에서 크로아티아가 유고슬라비아 인민군 (JNA)과 전쟁 상태에 있다고 선언하고, 무기 밀수와 크로아티아 도시에 주둔한 인민군 장교들을 다루는 방법에 대해 지시했다. 이후 인민군은 슈페겔을 반역 및 주로 헝가리로부터의 불법 무기 수입 혐의로 기소하려 했다.
크로아티아의 무기 밀수 적발은 크닌의 위기, 보스니아 헤르체고비나, 크로아티아, 마케도니아, 슬로베니아에서 독립 성향 정부가 선출된 상황, 슬로베니아인들이 독립 국민투표에서 독립을 요구한 것과 맞물려 유고슬라비아가 임박한 해체의 위협에 직면했음을 시사했다.
1991년 3월 1일 파크라츠 충돌이 발생했고 유고슬라비아 인민군이 충돌 현장에 배치되었다. 1991년 3월 9일 열린 베오그라드 시위는 인민군의 도움으로 진압되었다.
1991년 3월 12일 인민군 지도부는 대통령직과 회담하여 전국 유고슬라비아군이 국가를 통제할 수 있도록 하는 비상사태 선포를 설득하려 시도했다. 유고슬라비아군 참모총장 벨코 카디예비치는 국가를 파괴하려는 음모가 진행 중이라고 선언하며 다음과 같이 말했다.
유고슬라비아를 파괴하려는 교활한 계획이 세워졌다. 1단계는 내전이다. 2단계는 외세 간섭이다. 그러면 유고슬라비아 전역에 괴뢰 정권이 세워질 것이다.— 벨코 카디예비치, 1991년 3월 12일.

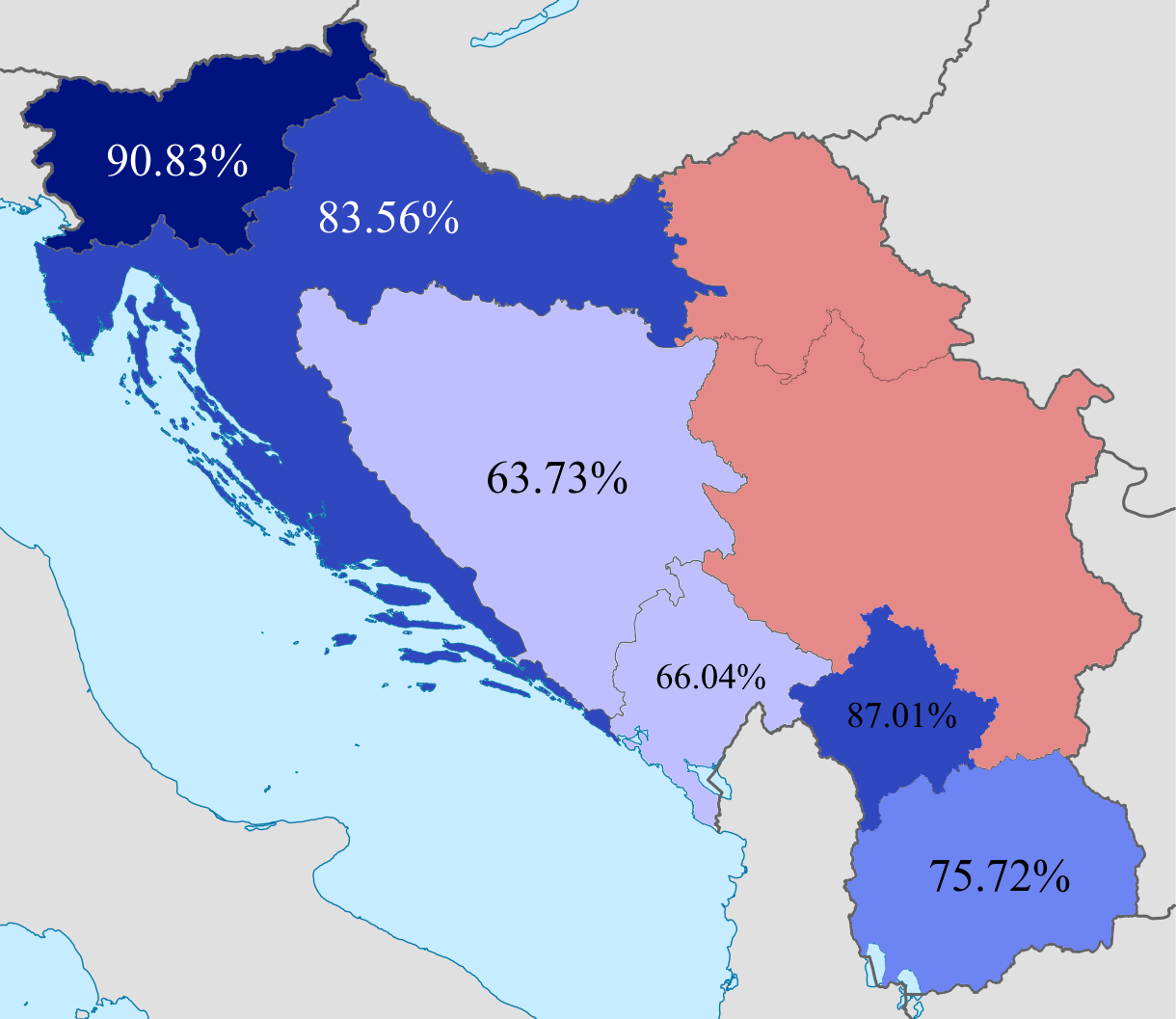
1990년~1992년 사이 유고슬라비아 국민투표의 각 공화국별 투표율

이 성명은 사실상 새로운 독립 지지 공화국 정부를 세르브인이 서방의 도구로 본다는 것을 암시했다. 크로아티아 대표 스테판 메시치는 이 제안에 대해 분노하며 요비치와 카디예비치가 군대를 이용해 대세르비아를 만들려 한다고 비난했고 "이건 전쟁을 의미한다!"고 선언했다. 이후 요비치와 카디예비치는 각 공화국 대표에게 계엄령 허용 여부를 투표에 부치고, 계엄령이 발령되지 않으면 유고슬라비아가 해체될 가능성이 높다고 경고했다.
회의에서 세르브인을 보호해 크로아티아의 위기를 종식시키기 위한 군사 행동을 허용하는 계엄령 발동 제안에 대한 투표가 진행되었다. 보스니아 대표 보기치 보기체비치가 반대하여 이 제안은 부결되었다. 보기체비치는 여전히 외교를 통해 위기를 해결할 가능성이 있다고 믿었다.
유고슬라비아 대통령직 위기는 1991년 3월 계엄령에 대한 두 번째 투표에서 코소보의 리자 사푼지우가 원래 지지하던 진영에서 '이탈'하면서 교착 상태에 빠졌다. 요비치는 항의의 뜻으로 대통령직에서 잠시 사임했지만 곧 복귀했다. 1991년 5월 16일 세르비아 의회는 사푼지우를 세이도 바이라모비치로, 보이보디나의 네나드 부친을 유고슬라브 코스티치로 교체했다. 이 때문에 요비치의 세르비아 진영이 8개의 연방 대통령직 투표 중 4표를 확보하여 연방 차원에서 불리한 결정을 막을 수 있게 되었고, 다른 공화국의 반발과 유고슬라비아 연방 개혁 요구로 이어지면서 대통령직 논의는 사실상 교착 상태에 빠졌다.
요비치의 집단 대통령직 임기가 만료된 후 요비치는 후임인 메시치가 취임하는 것을 막고, 대신 몬테네그로의 친밀로셰비치 정부 구성원인 브란코 코스티치에게 그 자리를 넘겨주었다.
1991년 5월 2일 열린 1991년 크로아티아 독립 국민투표에서 93.24%가 독립에 찬성표를 던졌다. 1991년 5월 19일, 유고슬라비아 연방 구조에 관한 국민투표의 2차 투표가 크로아티아에서 열렸다. 질문의 문구는 탈퇴 찬성 여부를 명시적으로 묻지 않았다. 유권자는 크로아티아가 "다른 공화국들과 주권 국가 연합을 맺을 수 있는 것(SFRY의 국가 위기 해결에 대한 크로아티아와 슬로베니아 공화국의 제안에 따라)에 찬성하는가?"라는 질문을 받았다. 유권자의 83.56%가 투표에 참여했으며, 크로아티아 내 세르브인들은 대체로 국민투표를 보이콧했다. 투표자 중 94.17%(전체 유권자의 78.69%)가 제안에 "찬성"했으며, 투표자 중 1.2%는 "반대"했다. 최종적으로 1991년 6월 25일 크로아티아의 독립이 선포되었다.

## 유고슬라비아 전쟁의 시작

### 슬로베니아 전쟁 (1991년)
슬로베니아와 크로아티아는 1991년 6월 25일 각각 독립을 선포했다. 독립 선포는 1974년 유고슬라비아 헌법이 한 공화국의 탈퇴에 대해 모든 공화국의 만장일치를 요구했기 때문에 (헌법 제5, 203, 237, 240, 244, 281조), 유고슬라비아 헌법재판소이 위헌으로 선언했다.
6월 26일 아침, 유고슬라비아 인민군 제13군단 부대가 크로아티아의 리예카에 있는 병영을 떠나 이탈리아와 접한 슬로베니아 국경을 향해 이동했다. 이 움직임은 즉시 현지 슬로베니아인의 강한 반발을 불러일으켰고, 인민군의 움직임에 반대하는 자발적인 바리케이드 설치와 시위를 조직했다. 이때까지 아직 전투는 없었고, 양측 모두 먼저 발포하지 않는다는 비공식적인 정책을 취한 것으로 보였다.
이때까지 슬로베니아 정부는 이미 류블랴나 요제 푸치니크 공항과 이탈리아, 오스트리아, 헝가리와의 국경에 있는 슬로베니아 국경 검문소 통제권을 장악하려는 계획을 실행에 옮겼다. 국경 검문소 인력은 대부분 이미 슬로베니아인이었기 때문에 슬로베니아는 대부분 별다른 전투 없이 제복과 휘장 교체로 점령을 이루어냈다. 국경 통제권을 장악해 슬로베니아는 예상되는 인민군 공격에 대한 방어 태세를 구축할 수 있었다. 이는 인민군이 먼저 발포해야 한다는 것을 의미했으며, 첫 발포는 6월 26일 14시 30분에 디바차에서 인민군 장교이 발포했다.
유럽 경제 공동체는 각자의 민족 자결권을 지지했지만 슬로베니아와 크로아티아에게 3개월간 독립 선언 효력을 유예하도록 압력을 가했고, 1991년 7월 7일 브리유니 협정에 합의했다. 이 3개월간 유고슬라비아군은 슬로베니아에서 완전히 철수했다. 외교관 피터 캐링턴과 유럽의 공동체 회원국과의 유고슬라비아 연방 복원 협상은 거의 끝났다. 캐링턴의 계획은 유고슬라비아가 해체 상태에 있음을 인지하고 각 공화국이 다른 공화국들의 불가피한 독립을 받아들여야 하며, 세르비아 대통령 밀로셰비치에게 유럽 경제 공동체가 세르비아 외부의 세르브인이 보호받을 수 있도록 보장할 것이라는 약속을 하는 것이었다.
밀로셰비치는 유럽 공동체가 유고슬라비아를 해체할 권리가 없으며, 이 계획이 세르브인을 4개 공화국(세르비아, 몬테네그로, 보스니아 헤르체고비나, 크로아티아)으로 분할하게 되어 세르브인의 이익에 부합하지 않는다고 주장하며 계획에 동의하지 않았다. 캐링턴은 이 문제를 표결에 부쳤고, 모미르 불라토비치 치하의 몬테네그로를 포함한 다른 모든 공화국은 처음에는 유고슬라비아를 해체하는 계획에 동의했다. 하지만 세르비아로부터 몬테네그로 대통령에게 강한 압력이 가해진 후, 몬테네그로는 유고슬라비아 해체에 반대하는 입장으로 변경했다.
캐링턴 경의 의견은 새롭게 재통일된 독일이 1991년 성탄절 이브에 슬로베니아와 크로아티아를 독립국으로 인정하면서 의미가 없어졌다. 외무장관 한스디트리히 겐셔(독일)와 알로이스 모크(오스트리아) 간의 비밀 협상만 가지고 결정내린 일방적인 국가인정은 대부분의 EC 정부와 미국에게 사전 협의 없어 당황스러움과 함께 반발이 이어졌다. 유엔을 포함한 국제기구들은 당황했다. 유고슬라비아가 이미 혼란스러운 상태였지만, 독일이 분리 독립 공화국들을 인정하고 오스트리아가 국경에서 부분 동원을 한 일은 분해 중인 다민족 국가에 상황을 훨씬 더 악화시킨 것으로 보인다. 조지 H. W. 부시 미국 대통령만이 주요 국가 대표 중 유일하게 반대 목소리를 냈다. 이 사건에서 바티칸과 독일 연방 정보국(BND)의 개입 정도는 세부 사항에 익숙한 학자들이 탐구했으나 역사적 기록에 따르면 여전히 논란의 여지가 있다.

### 크로아티아 전쟁 (1991년)
1991년 3월 말~4월 초의 플리트비체 호수 사건과 함께, 크로아티아 정부와 반군 세르브인 소수민족이 세운 크라이나 세르브인 자치주(이 시점에서는 세르브인 통제 하의 유고슬라비아 인민군에게 강력히 지원받고 있었다) 간의 크로아티아 독립 전쟁이 발발했다. 1991년 4월 1일 크라이나 세르브인 자치주는 크로아티아로부터 분리독립하겠다고 선언했다. 크로아티아가 독립을 선언한 직후, 크로아티아 세르브인은 서슬라보니아 세르브인 자치주와 동슬라보니아 바라냐 서시르미아 세르브인 자치주도 결성했다. 이 세 지역은 1991년 12월 19일에 자칭 괴뢰정권인 세르비아 크라이나 공화국(RSK)으로 합병되었다.
동크로아티아의 다른 중요한 세르브인 주도 단체들은 자신들도 크라이나 세르브인 자치주에 합류한다고 발표했다. 자그레브는 이때 베오그라드에 세금을 납부하는 것을 중단했으며, 크로아티아 세르브인 단체는 차례로 자그레브에 세금 납부를 중단했다. 일부 지역에서는 유고슬라비아군이 완충 지대 역할을 했지만, 다른 지역에서는 세르브인이 새로운 크로아티아군 및 경찰 병력과의 대치에서 세르브인을 도왔다.
유고슬라비아 붕괴에서 크로아티아 전쟁 중에 제노포비아와 민족 증오의 영향이 분명해졌다. 크로아티아와 세르비아 측의 선전은 상대방이 자신에게 억압을 가할 것이라고 주장하며 공포를 퍼뜨렸고, 자신의 지지를 높이기 위해 사망자 수를 과장했다. 전쟁 초기에 세르브인이 지배하는 유고슬라비아 육군과 해군은 스플리트와 세계유산인 두브로브니크, 그리고 인근 크로아티아 마을의 민간 지역에 의도적으로 포격을 가했다. 유고슬라비아 언론은 이러한 행동이 도시에 파시스트 우스타샤 세력과 국제 테러리스트들이 존재한다는 주장에 근거한 것이라고 주장했다.
유엔 조사 결과 당시 두브로브니크에는 그런 세력이 없었다는 사실이 밝혀졌다. 이후 크로아티아군 병력이 증가했다. 당시 밀로셰비치의 동맹이었던 밀로 주카노비치 몬테네그로 총리는 몬테네그로 내셔널리즘에 호소하며, 두브로브니크 점령이 역사적으로 몬테네그로의 일부였다고 주장하며 이 도시로 몬테네그로를 확장할 수 있게 해줄 것이라고 약속했으며, 현재 몬테네그로 국경은 "늙고 교육 수준이 낮은 볼셰비키 지도 제작자들이 그렸다"며 비난했다.
동시에 세르비아 정부는 드라구틴 젤레노비치 세르비아 총리의 주장으로 몬테네그로 동맹국들과 상반되는 입장을 보였는데, 그는 두브로브니크가 역사적으로 몬테네그로가 아닌 세르비아의 일부라고 주장했다. 국제 언론은 두브로브니크 포격에 막대한 관심을 보이며 밀로셰비치가 유고슬라비아 해체와 함께 대세르비아를 추구했다는 증거라고 주장했으며, 아마도 불라토비치의 하급 몬테네그로 지도부와 몬테네그로의 세르브인 민족주의자의 도움을 받아 두브로브니크 탈환을 위한 몬테네그로의 지지를 얻어내려 한 것으로 보았다.
부코바르에서는 유고슬라비아군이 도시에 진입하면서 크로아티아인과 세르브인 사이의 민족적 긴장이 폭력 사태로 폭발했다. 유고슬라비아군과 세르비아 준군사조직은 시가전으로 도시를 폐허로 만들고 크로아티아 재산을 파괴했다. 세르비아 준군사조직은 크로아티아인들에게 만행을 저질러 200명 이상을 살해하는 부코바르 학살을 일으키고, 도시를 탈출한 사람들에 더하여 다른 사람들을 강제 이주시켰다.

## 마케도니아 공화국과 보스니아 헤르체고비나의 독립

### 보스니아 헤르체고비나

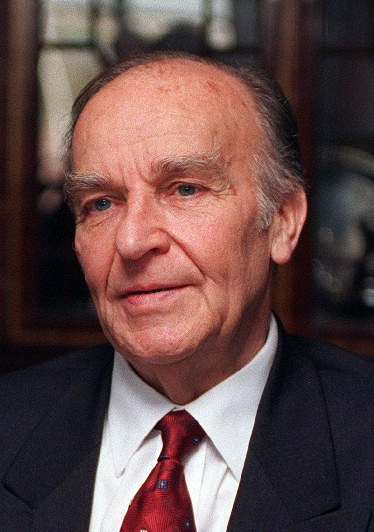
보슈냐크인 지도자 알리야 이제트베고비치

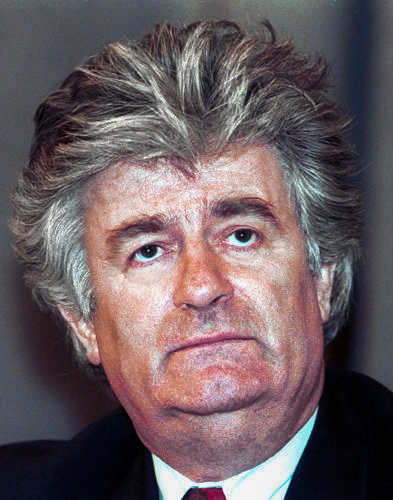
보스니아 세르브인 지도자 라도반 카라지치

보스니아의 인구 구조는 다수의 보슈냐크인, 소수의 세르브인과 크로아트인으로 구성된 혼합 인구구조였기 때문에 보스니아의 넓은 지역에 대한 소유권은 논란이 많았다.
1991년부터 1992년까지 다민족 국가인 보스니아 헤르체고비나의 상황은 긴장이 올라갔다. 의회는 보슈냐크인 다수파와 세르브인 및 크로아트인 소수파로 민족별로 분열되었다. 1991년 10월,의회에서 가장 큰 세르브인 파벌인 보스니아 헤르체고비나 세르브인 민주당의 지도자 라도반 카라지치는 보스니아 헤르체고비나 인민의회가 분리독립을 결정할 경우 심각하고 직접적인 경고를 했다.
당신들이 하고 있는건 좋은 일이 아니다. 당신이 보스니아 헤르체고비나를 데려가려는 길이며, 슬로베니아와 크로아티아가 걸어갔던 지옥과 죽음의 고속도로와 같다. 보스니아 헤르체고비나를 지옥으로 몰아넣지 않을 것이라고 생각하지 마라. 그리고 무슬림 민족은 멸종으로 몰아넣지 않을 것이라고 생각하지 마라. 왜냐하면 이곳에 전쟁이 일어난다면 무슬림 민족은 스스로를 방어할 수 없기 때문이다.— 라도반 카라지치, 1991년 10월 14일.

한편, 막후에서는 밀로셰비치와 투지만 사이에 보스니아 헤르체고비나를 세르비아와 크로아티아 통치 지역으로 분할하여 크로아트계 보스니아인과 세르브계 보스니아인 간의 전쟁을 막으려는 협상이 시작되었다. 보스니아 세르브인은 1991년 11월 국민투표를 실시하여 세르비아와 몬테네그로와의 공동국가에 머무는 안에 압도적으로 찬성했다.
세르비아의 친정부 언론은 보스니아인에게 보스니아 헤르체고비나가 민주 정부에 기반한 새로운 유고슬라비아 내의 새로운 자발적 연합에 포함될 수 있다고 주장했지만, 이는 보스니아 헤르체고비나 정부에 의해 진지하게 받아들여지지 않았다.
1992년 1월 9일, 보스니아 세르브 의회는 별도의 보스니아 헤르체고비나 세르브 민족 공화국(스릅스카 공화국)을 선포하고, 국가 전역에 세르비아 자치 지역(SAR)을 구성하기 시작했다. 유고슬라비아에 잔류하려는 세르비아 국민투표와 SAR 창설은 보스니아 헤르체고비나 정부가 위헌으로 선포했다.
보스니아 정부가 후원하는 독립 국민투표가 1992년 2월 29일과 3월 1일에 실시되었다. 이 국민투표는 연방 헌법재판소와 새로 수립된 보스니아 세르브인 정부가 보스니아 및 연방 헌법에 위배된다고 선언했으며, 보스니아 세르브인은 대체로 투표를 보이콧했다. 공식 결과에 따르면 투표율은 63.4%였고, 투표자의 99.7%가 독립에 찬성했다. 3분의 2 이상의 다수 요구사항이 실제로 무엇을 의미하고, 실제로 그것이 충족되었는지는 불분명했다.

1992년 세르비아 포격에 피격되어 불타오르는 사라예보의 행정청 건물

보스니아 헤르체고비나는 1992년 3월 3일에 독립을 선언하고 다음 달인 1992년 4월 6일에 국제적으로 승인을 받았다. 같은 날 세르브인은 스릅스카 공화국의 독립을 선언하고 사라예보 포위를 시작했으며, 이는 보스니아 전쟁의 시작으로 이어졌다. 보스니아 헤르체고비나 공화국은 이후 1992년 5월 22일 유엔 회원국으로 가입했다.
보스니아 헤르체고비나에서는 나토의 보스니아 세르비아 목표물 공습이 1995년 12월 14일 데이턴 협정 서명과 분쟁 해결에 기여했다. 전쟁 과정에서 약 10만 명이 사망했다.

### 마케도니아
1991년 9월 8일 열린 1991년 마케도니아 독립 국민투표에서 95.26%가 독립에 찬성했으며, 1991년 9월 25일 독립을 선포했다.
그 후 500명의 미군이 유엔 깃발 아래 마케도니아의 세르비아 북부 국경을 감시하는 목적으로 배치되었다. 하지만 베오그라드 정부는 마케도니아의 독립을 막거나 유엔군 도착에 항의하거나 조치를 취하지 않았는데, 이는 베오그라드가 새로운 국가(유고슬라비아 연방공화국이 1992년 4월에 형성됨)를 형성하면 마케도니아 공화국을 인정하고 외교 관계를 발전시킬 것임을 시사했다. 그 결과 마케도니아는 유고슬라비아 정부와 군대의 저항 없이 주권을 획득한 유일한 옛 공화국이 되었다.
또한, 마케도니아의 첫 대통령 키로 글리고로프는 베오그라드뿐만 아니라 다른 옛 공화국과도 좋은 관계를 유지했다. 마케도니아와 세르비아 국경 경찰 사이에 문제는 없었지만, 코소보와 프레셰보 계곡의 작은 지역들이 역사적인 마케도니아 지역의 북쪽 끝을 이루고 있어 국경 분쟁이 일어날 수도 있었다 (IMORO 참조).
마케도니아 공화국의 반란은 알바니아 민족주의자들과 마케도니아 공화국 정부 간의 마지막 주요 분쟁이었으며, 2001년 이후 폭력이 감소했다.

## 국제적인 해체 승인

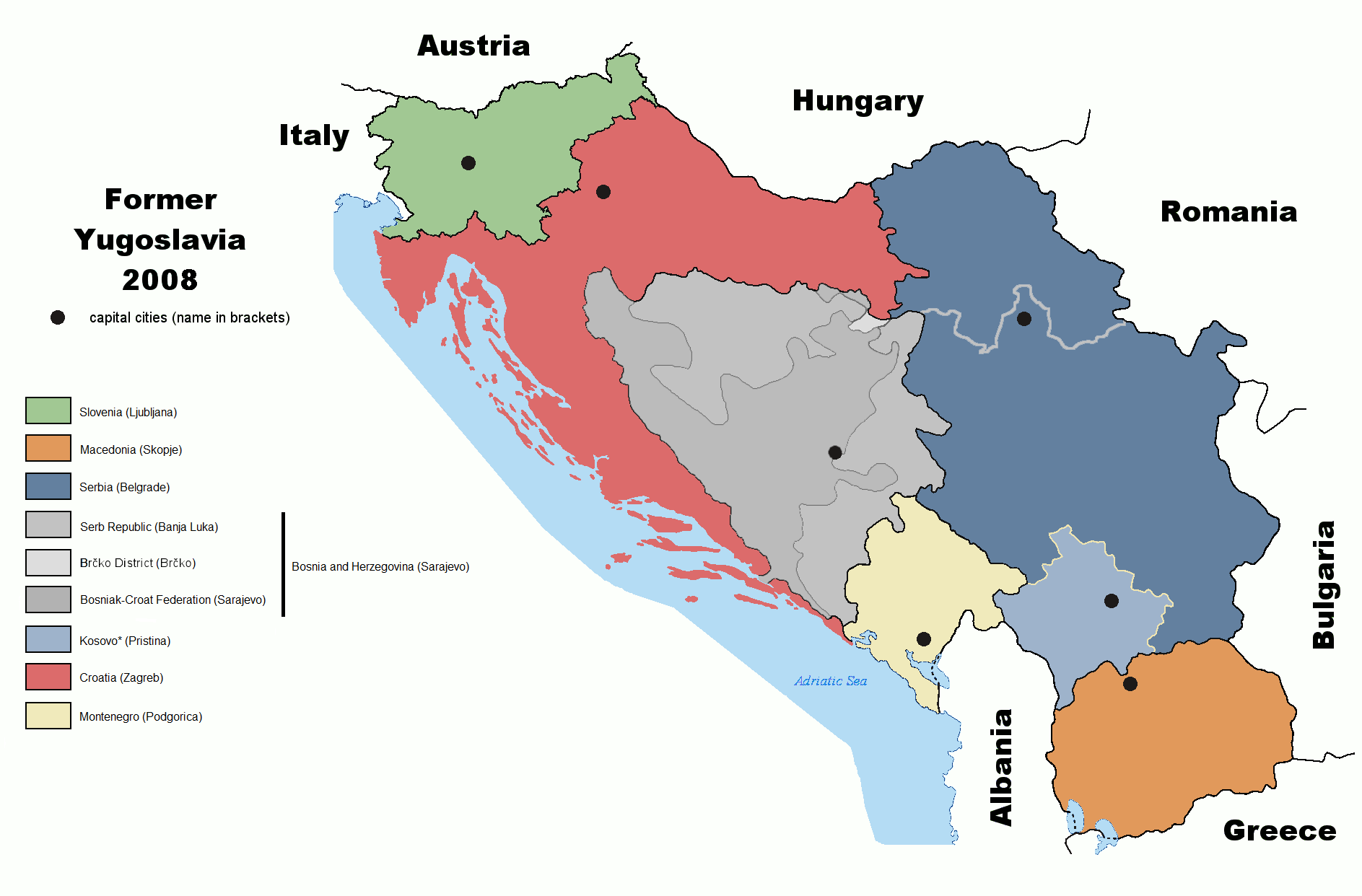
2008년 기준 옛 유고슬라비아 사회주의 연방공화국 영토의 국가 구성 상황

프랑스, 영국 및 대부분의 다른 유럽의 공동체 회원국은 여전히 유고슬라비아의 통일을 유지할 필요성을 강조했지만, 독일 총리 헬무트 콜은 처음 두 개의 분리 독립 공화국인 슬로베니아와 크로아티아를 인정하는 데 앞장섰다. 독일은 자신의 정책에 대해 국가 정부와 EC 모두에게 더 호의적이 되도록 로비했으며, 베오그라드에 가서 연방 정부에 군사 행동을 사용하지 말도록 압력을 가하고 제재를 위협했다. 연말 며칠 전인 성탄절 이브에 독일은 슬로베니아와 크로아티아의 독립을 인정했으며, 이는 "유럽 공동체, 유엔, 미국 대통령 조지 H.W. 부시의 조언에 반하는 것"이었다.
1991년 11월, 캐링턴 경의 요청으로 유고슬라비아 평화 회담 중재위원회는 SFR 유고슬라비아가 해체 과정에 있으며, 크로아티아와 보스니아의 세르브인 사람은 새로운 국가 형태의 자결권을 가지지 않으며, 공화국 간의 국경은 국제 국경으로 인정되어야 한다고 결론내렸다. 분쟁으로 유엔 안전 보장 이사회는 1991년 11월 27일에 만장일치로 결의 제721호를 채택했으며, 이는 유고슬라비아에 평화 유지 활동을 수립하는 길을 열었다.
1992년 1월, 크로아티아와 유고슬라비아는 유엔 감시 하에 휴전 협정을 체결했으며, 세르비아와 크로아티아 지도부 간의 보스니아 헤르체고비나 분할에 대한 협상은 계속되었다.
1992년 1월 15일 크로아티아와 슬로베니아의 독립을 국제 사회가 승인했다. 슬로베니아, 크로아티아, 보스니아 헤르체고비나는 이후 1992년 5월 22일에 유엔 회원국으로 가입했다. 마케도니아는 1993년 4월 8일에 유엔 회원국으로 가입했다. 마케도니아의 경우 그리스의 반대 때문에 다른 국가들보다 가입 승인이 더 오래 걸렸다.
1999년 독일 사회민주당 지도자 오스카르 라퐁텐은 5월 1일 연설에서 유고슬라비아 해체 과정에서 독일이 공화국들의 독립을 조기에 승인함으로써 수행한 역할을 비판했다.
일부 관측통은 유고슬라비아 국가의 해체가 탈냉전 체제의 원칙, 즉 유럽 안보 협력 기구 (CSCE/OSCE)와 1990년의 파리 조약에 명시된 유럽 내 국가 간 국경은 변경되지 않아야 한다는 원칙을 위반했다고 평했다. 피터 고원과 같은 일부 관측통은 서방 국가들이 모든 당사자 간의 내부 합의를 강제하는 데 더 적극적이었다면 해체와 그에 따른 분쟁을 막을 수 있었겠지만, 궁극적으로 "독일이 원치 않았고 다른 국가들은 그렇게 할 전략적 이익이 없었기 때문에 유고슬라비아 사례에서 그러한 원칙을 강제할 준비가 되어 있지 않았다"고 주장했다. 고원은 심지어 해체가 "유고슬라비아 공간 내 모든 주요 그룹의 사람들에게 안전을 제공하기 위한 명확한 기준이 수립될 수 있었다면 큰 유혈 사태 없이 가능했을지도 모른다"고 주장한다.
1992년 3월, 미국-보스니아 독립 캠페인 기간 보스니아 헤르체고비나의 정치인이자 미래 대통령인 알리야 이제트베고비치는 보스니아 내 크로아트인 및 세르브인과 유럽 공동체 중재 하에 3개 칸톤 연방 정착 합의에 도달했다. 하지만 뉴욕 타임스에 따르면, 미국 정부는 그에게 단일하면서 주권국인 독립 국가를 선택하도록 촉구했다.

## 세르비아와 몬테네그로의 여파

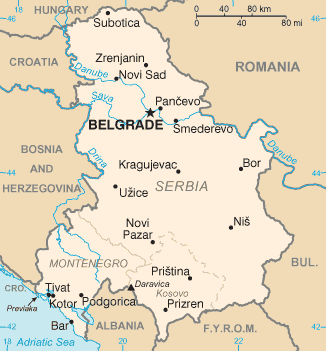
옛 유고슬라비아 사회주의 연방공화국의 영토였던 유고슬라비아 연방공화국은 세르비아와 몬테네그로로 구성되었다.

보스니아 헤르체고비나의 독립은 범유고슬라비아 유고슬라비아 사회주의 연방공화국에 마지막으로 타격을 주었다. 1992년 4월 28일, 세르브인 지배 하의 유고슬라비아 연방공화국 (FRY)은 옛 몬테네그로 사회주의 공화국과 세르비아 사회주의 공화국만으로 구성된 잔존국으로 형성되었다. FRY는 슬로보단 밀로셰비치와 그의 정치적 동맹이 지배했다. 정부는 옛 국가와의 연속성을 주장했지만, 국제 사회는 이를 인정하기를 거부했다. 국제 사회의 입장은 유고슬라비아가 각각의 별개 국가로 해체되었다는 것이었다. 유고슬라비아 연방공화국은 1992년 9월 22일 유엔 결의안으로 SFRY의 후계 국가로서 유엔 의석을 계속 차지하는 일이 저지되었다.
해체와 전쟁은 제재 체제로 이어져 5년 후 세르비아 몬테네그로의 경제가 붕괴했다. 옛 유고슬라비아 서부 지역의 전쟁은 1995년 오하이오주 데이턴에서 미국이 후원한 평화 협상으로 끝났으며, 이는 데이턴 협정으로 이어졌다. 코소보 전쟁은 1998년에 시작되어 1999년 나토의 유고슬라비아 폭격으로 끝났고, 슬로보단 밀로셰비치는 2000년 10월 5일 타도되었다.
승계 문제는 많은 국가의 대사관을 포함한 SFRY의 국제 자산에 대한 청구권에 중요했다. FRY는 1996년까지 SFRY로부터의 연속성 주장을 포기하지 않았다. 슬로보단 밀로셰비치가 실각된 후 유고슬라비아 연방공화국은 유엔에 재가입 신청을 하여 2000년 11월 1일 신규 회원국으로 가입했다. 이후 2001년 6월 29일 구 유고슬라비아 사회주의 연방공화국 승계 문제에 관한 협정이 체결되어 5개 주권 평등 후계 국가 간의 국제 자산 분배가 이루어졌다.
FR 유고슬라비아는 2003년 2월 4일 세르비아 몬테네그로로 재건되었다. 세르비아 몬테네그로는 그 자체로 불안정했으며, 2006년 5월 21일 열린 2006년 몬테네그로 독립 국민투표에서 유권자의 55.5%가 몬테네그로 독립을 지지하고 6월 3일 독립을 선언하면서 마침내 해체되었다. 세르비아는 세르비아 몬테네그로의 유엔 회원 자격을 승계했다.

## 같이 보기
- 유고슬라비아 전쟁 기간의 프로파간다
- 체코슬로바키아의 해체
- 소련의 붕괴
- 유고슬라비아의 붕 연표

## 참고 문헌
서적
- Brown, Cynthia; Karim, Farhad (1995). 《Playing the "Communal Card": Communal Violence and Human Rights》. New York City: Human Rights Watch. ISBN 978-1-56432-152-7.
- Cohen, Philip J. (1996). 《Serbia's Secret War: Propaganda and the Deceit of History》. Texas A&M University Press. ISBN 0-89096-760-1.
- Crampton, R.J. (1997). 《A Concise History of Bulgaria》. Cambridge University Press. ISBN 9780521567190.
- Denitch, Bogdan Denis (1996). 《Ethnic nationalism: The tragic death of Yugoslavia》. Minneapolis: University of Minnesota Press. ISBN 9780816629473.
- Djokić, Dejan (2003). 《Yugoslavism: Histories of a Failed Idea, 1918-1992》. C. Hurst & Co. Publishers. ISBN 978-1-85065-663-0.
- Frucht, Richard C. (2005). 《Eastern Europe: An Introduction to the People, Lands, and Culture》. ABC-CLIO. ISBN 978-1-57607-800-6.
- Ingrao, Charles; Emmert, Thomas A., 편집. (2003). 《Confronting the Yugoslav Controversies: A Scholars' Initiative》 2판. Purdue University Press. ISBN 978-1-55753-617-4.
- Jović, Dejan (2009). 《Yugoslavia: A State that Withered Away》. Purdue University Press. ISBN 978-1-55753-495-8.
- Logos, Aleksandar (2019). 《Istorija Srba 1, Dopuna 4; Istorija Srba 5》. Beograd. ISBN 978-86-85117-46-6.[깨진 링크(과거 내용 찾기)]
- Lukic, Reneo; Lynch, Allen (1996). 《Europe from the Balkans to the Urals: The Disintegration of Yugoslavia and the Soviet Union》. Oxford: Oxford University Press. ISBN 0-19-829200-7.
- Mesić, Stjepan (2004). 《The Demise of Yugoslavia: A Political Memoir》. Central European University Press. ISBN 978-963-9241-81-7.
- Ramet, Sabrina P. (2006). 《The Three Yugoslavias: State-building and Legitimation, 1918-2005》. Indiana University Press. ISBN 0-253-34656-8.
- Rogel, Carole (2004). 《The Breakup of Yugoslavia and Its Aftermath》. Greenwood Publishing Group. ISBN 0-313-32357-7. 2012년 4월 22일에 확인함.
- Tomasevich, Jozo (2001). 《War and Revolution in Yugoslavia, 1941–1945: Occupation and Collaboration》. Stanford Univ: Stanford University Press. ISBN 978-0-8047-3615-2.
- Trbovich, Ana S. (2008). 《A Legal Geography of Yugoslavia's Disintegration》. Oxford University Press. ISBN 978-0-19-533343-5.
- Wachtel, Andrew (1998). 《Making a Nation, Breaking a Nation: Literature and Cultural Politics in Yugoslavia》. Stanford University Press. ISBN 978-0-8047-3181-2.
- Žerjavić, Vladimir (1993). 《Yugoslavia: Manipulations with the Number of Second World War Victims》. Croatian Information Centre. ISBN 0-919817-32-7. 2016년 3월 3일에 원본 문서에서 보존된 문서. 2022년 9월 1일에 확인함.

## 추가 읽기
- Allcock, John B. et al. eds., Conflict in the Former Yugoslavia: An Encyclopedia (1998)
- Almond, Mark, Europe's Backyard War, William Heinemann Ltd, Great Britain, 1994
- et al. Duncan, W. Raymond and Holman, G. Paul, Ethnic Nationalism and Regional Conflict: The Former Soviet Union and Yugoslavia, Westview Press Inc, USA, 1994. ISBN 0-8133-8813-9
- Glenny, Misha, "The Fall of Yugoslavia", Penguin, 3rd Edition 1996, ISBN 0-14-026101-X
- LeBor, Adam "Milosevic: A Biography", Bloomsbury, 2002, ISBN 0-7475-6181-8
- Magas, Branka, The Destruction of Yugoslavia: Tracking the Break-up 1980–1992, Verso, Great Britain, 1993. ISBN 0-86091-593-X
- Mojzes, Paul, Yugoslavian Inferno: in the Balkans, The Continuum Publishing Company, USA, 1994
- Radan, Peter, Break-up of Yugoslavia and International Law, Routledge, Great Britain, 2002
- Woodward, Susan, L. Balkan Tragedy: Chaos & Dissolution after the Cold War, the Brookings Institution Press, Virginia, USA, 1995